# Филдс, Дэвид
Дэвид Филдс (англ. David Fields) — американский дипломат. Посол США в Центральноафриканской Республике (1986—1989), посол США на Маршалловых Островах (1992—1995).

## Биография
Дэвид Филдс родился 13 января 1937 года в нейборхуде Лос-Анджелеса Сан-Педро, штат Калифорния, США. Окончил колледж Армстронга. Филдс начал свою карьеру в 1960 году в качестве переговорщика по экспорту в международном подразделении «Wells Fargo Bank» в Сан-Франциско.
1962—1965 гг. — бухгалтер компании «Basalt Rock Go.» в Напе, Калифорния. 
С марта по май 1965 года — торговый представитель «California-Western State Life Insurance Co.» в Сан-Рафаэле.
1965—1967 гг. — главный бухгалтер «Thorsen Manufacturing» в Эмеривилле, Калифорния. 
Филдс поступил на дипломатическую службу в 1967 году и в течение трёх лет работал в посольстве США в Либревиле, Габон, в качестве сотрудника по бюджету. 
1970—1972 гг. — административное должностное лицо в посольстве США в Уагадугу, Буркина-Фасо.
С 1972 по 1973 год проходил обучение в Корнельском университете в Итаке, штат Нью-Йорк, после чего вернулся в Госдепартамент в качестве бюджетного сотрудника в Управлении по бюджету. 
1975—1979 гг. — административное должностное лицо в дипмиссии США в Тунисе. 
1979—1980 гг. — советник по административным вопросам в посольстве США в Пакистане. 
1984—1986 гг. — заместитель помощника секретаря по вопросам безопасности в Государственном департаменте США.
16 октября 1986 года Филдс был назначен президентом Рейганом послом США в Центральноафриканской Республике, а 4 декабря 1986 года вручил свои верительные грамоты президенту Центральноафриканской Республики Андре Колингбе. Он покинул этот пост 3 октября 1989 года.
С 8 марта 1990 по 22 июля 1992 года — директор Управления иностранных миссий Государственного департамента США.
После назначения на должность посла США на Маршалловых Островах Фидс покинул должность директора Управления иностранных миссий, и 19 августа 1992 года вручил свои верительные грамоты президенту Маршалловых Островов Амате Кабуа. На данной должности находился до 15 мая 1995 года.